# Catherine Harrison
Catherine Harrison (9 de abril de 1994) es una jugadora de tenis estadounidense.
Harrison tiene un ranking de individuales WTA más alto de su carrera, No. 214, logrado el 12 de septiembre de 2022. También tiene un ranking WTA más alto de su carrera, No. 69 en dobles, logrado el 11 de julio de 2022.
Harrison hizo su debut en el cuadro principal de la WTA en el Torneo de Memphis 2011, después de recibir una wild card para la competencia de individual.
Hizo su debut en un torneo de Grand Slam en el Campeonato de Wimbledon 2022 luego de pasar la clasificación.

## Títulos WTA (1; 0+1)

### Dobles (1)
| Leyenda              |
| -------------------- |
| Grand Slam (0)       |
| Juegos Olímpicos (0) |
| WTA Finals (0)       |
| WTA 1000 (0)         |
| WTA 500 (0)          |
| WTA 250 (1)          |

| N.º | Fecha              | Torneo    | Superficie | Pareja             | Oponentes en la final    | Resultado        |
| --- | ------------------ | --------- | ---------- | ------------------ | ------------------------ | ---------------- |
| 1.  | 6 de marzo de 2022 | Monterrey | Dura       | Sabrina Santamaria | Han Xinyun Yana Sizikova | 1-6, 7-5, [10-6] |